# El primer nueva corónica y buen gobierno
El primer nueva corónica y buen gobierno (in italiano La prima nuova cronaca e buon governo) è una cronaca di origine peruviana completata intorno al 1615. Il suo autore, l'indigeno peruano Felipe Guamán Poma de Ayala, la inviò come manoscritto autografo al re Filippo III di Spagna. Il suo scopo era fornire un resoconto storico della situazione sulle Ande, dalle prime comunità umane agli Inca e alla conquista spagnola; uno degli scopi era anche un richiamo all'attenzione ai profondi problemi causati dal governo spagnolo nella regione.
Il manoscritto non fu mai pubblicato e la sua ubicazione nei secoli successivi rimase sconosciuta. Lo studioso Richard Pietschmann lo riscoprì alla Royal Danish Library di Copenaghen nel 1908; Paul Rivet ne pubblicò un'edizione facsimile a Parigi nel 1936. Alcuni ricercatori credono che il manoscritto abbia viaggiato dalla Spagna alla Danimarca attraverso la biblioteca del Conte-Duca di Olivares, in Spagna, parte della quale fu venduta a Cornelius Pedersen Lerche, ambasciatore della Danimarca in Spagna.

## Contenuto
La cronaca copre la storia antica degli Ande, l'ascesa dell'impero Inca, la conquista spagnola degli anni '30 del 1500 e i primi sviluppi della società e del governo coloniali. La discussione di Guamán Poma sul governo Inca descrive la religione, l'ordine sociale, la legislazione, le festività annuali e l'organizzazione economica, così come le funzioni dei diversi gruppi sociali. La sua narrazione degli eventi dell'epoca Inca e pre-Inca spesso non è accurata secondo le comprensioni moderne, ma riflette come gli Inca erano ricordati nel periodo coloniale iniziale, oltre alle idee distintive di Guamán Poma. Circa la metà del libro è dedicata a una descrizione e a una critica severa del dominio coloniale spagnolo; gli studiosi considerano questa sezione del libro come una fonte storica unica e affidabile. Il libro contiene un gran numero di dettagliate illustrazioni che vengono spesso riprodotte in libri e articoli sulla storia del Peru pre-conquistador e coloniale. Guamán Poma dedicò il libro al re Filippo III di Spagna, nella speranza di migliorare il governo coloniale, ma non ci sono prove che il re abbia mai visto il libro.

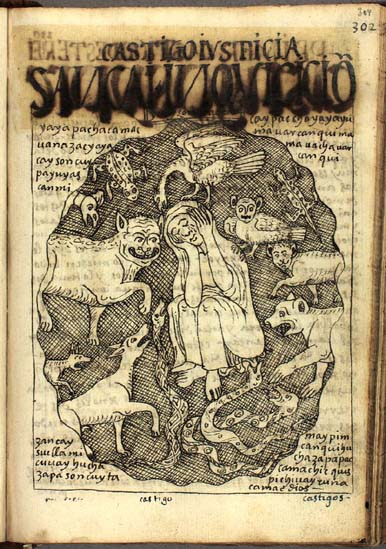
Sancayhuasi
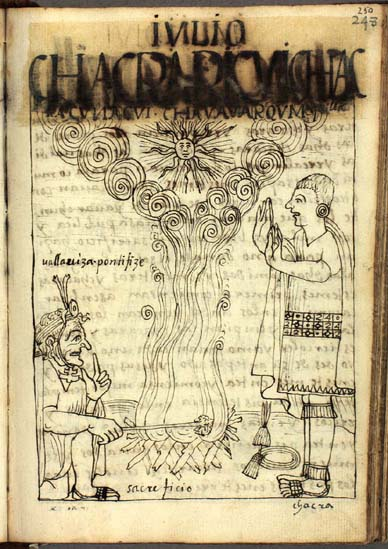
Chacra Ricuy

## Ristampe
- (EN) The First New Chronicle and Good Government, Hackett Publishing, 2006, ISBN 0-87220-841-9.